# 2122
2122 (ММCXXII) е обикновена година, започваща в четвъртък според Григорианския календар. Тя е 2122-рата година от новата ера, сто двадесет и втората от третото хилядолетие и третата от 2120-те.